# Медак (Госпић)
Медак је насељено место у Лици, у саставу града Госпића, у Личко-сењској жупанији, Република Хрватска.

## Географија
Медак се сматра највећим српским насељем у југоисточном делу Личког поља. Ово место лежи уз железничку пругу која спаја Загреб са Сплитом и уз савремени пут који пролази кроз Личко поље. Посебну драж причињава Метку што се налази на саставцима река Лике и Гламочнице.
Од општинског средишта Госпића, Медак је удаљен 15, а од најближње јадранске обале 53 km. Лежи у југозападном делу Медачког поља и ближи је Велебиту него Средогорју. Заузима најплоднији део Личког поља. Медак заузима релативно широк простор и на њему су се временом развили многи заселци. Посебно се истичу Брезик, Кукљић, Папуча и Багуница.
Медак у ужем смислу развио се на простору на коме се налазио стари Медак, али са разликом што се у новије време његов развој више оријентише уз регионални пут Госпић – Грачац. Дакле, ово место сада лежи уз тај пут и уз локални пут који води за Почитељ. У свом ширем простору, Медак лежи између река Лике и Гламочнице и железничке пруге. Западно од ушћа Гламочнице у Лику постоје засеоци Радошевића и Поткоњака, а то је већ граница са Почитељом.
Медак са западне стране граничи са подвелебитским селом Почитељ, а са југоисточне је Крушковац, заселак који се налази у саставу Радуча. Њега од медачког атара одваја стара макадамска цеста која се у Папучи одваја за Плочу и даље за Удбину. Са северне стране Метка простире се издужено и неплодно поље Рудајице, које се спајају са Гмајином. Оне се од железничке пруге простиру у правцу Врепца, Могорића и Плоче и заузимају добар део Медачког поља. А југоисточно од Гламочнице, између железничке пруге и Ведашића потока простиру се Петине. Оне су већ плоднији део Медачког поља. Северозападно од Метка налази се Рибник.

### Река Лика
Лика као географски појам настала је по реци Лици, а она тече средином Личког поља. Извире у Оклобџијиним барама, неколико стотина метара од шумског пута за Крижајицу. Вода извире из чатрње испод брдашца, а врело се зове Млађеново. Не ради се о снажном извору, али низводно на подводном терену јавља се више водених изданака и сви се они зову врело Лике.
Са леве стране Лике прима поток Љутик, који извире испод Попова пања поред пута који из Радуча вијуга ка Буновцу. У кишном периоду Љутик доноси Лици доста воде, а лети пресушује. Осим још неколико мањих потока Лици доноси воду Јовац, који настаје од Црног врела и Врела пољанског. Недалеко од ушћа Јовца Лика се грана у два крака који се спајају код Медачке цркве. После непун један километар она се поново раздваја у више праваца, да би се код пута за Брезик образовао јединствен ток, па после 600 метара грањање и спајање код Љуштинове пиле, да би у даљем току са десне стране примила Гламочницу и наставила даљи ток кроз почитељски атар.
Медачко подручје, поред површинских токова, обилује и са подземним водама, које се највише јављају у горњем току, у пределу извора реке Лике и њеном сливу. Зато Мечани не оскудевају у води доброг квалитета. Највише до ње долазе из бунара, којих има у сваком заселку или поред њега. Најбоља вода долази из извора са подвелебитског подручја. На левој обали реке Лике налазе се заселци Брезик, Кукљић, Крижајица и Запољак.

## Култура

### Црква
Прва православна црква у Метку подигнута је 1688. године и служила је као манастир све до 1770. године. Тада је у Метку боравио владика Атанасије Љубојевић, па би подигнути објекат могао бити његово дело. Међутим, већи део православних цркава у селима медачког поља саграђен је за време владике Данила Љуботине, између 1713. и 1739. године. У том раздобљу, 1724. године сазидана је и црква у Метку. Лоцирана је на десној обали реке Лике, око 2 km од насеља. У месној парохији службују 1827. године парох поп Петар Клеут и двојица капелана, поп Теодор Блитва и поп Лука Оклопџија. Црква је обновљена 1867. године, а 1885. гдине срушена и поново озидана у обичном стилу. Тада је и сазидан и двор у коме су становали свештеници цркве. Ратна дејства усташа 1941. године оставила су варварске трагове и на цркви. Она је по окончању рата обновљена и стављена у службу народа. Међутим, 1995. године била је поново гранатирана од стране хрватске војске.
Црква је посвећена рођењу Светог Јована Претече – Ивањдан, или како се у народу кажу Ивања. Слави се 7. јула.

### Школа
Српске школе у Медаку почеле су се јављати после ослобођења Лике од Турака, након пристизања и насељавања Срба из северне Далмације и околних места која су морали напуштати за време великог рата између 1683. и 1689. године. Доласком владике Атанасија Љубојевића у Медак и са њим око 70 српских породица, почело је заживљавати просвећивање, мада у врло скромним димензијама. Подизањем свога двора Атанасије је имао намеру да крене једним ширим програмом окупљања младих ради учења писмености, затим спремања учитеља и свештеника који су од доласка у ове крајеве одиграли значајну улогу у очувању народног идентитета. Овако племените идеје старца Атанасија ометаше католички великодостојници и уз помоћ хрватских феудалаца и Бечког двора протераше га из Метка и тако одвојише од свог народа.
Изградњом прве српске школе у Медаку 1752. године почела је оживљавати просветитељска и духовна активност по суседним селима. Без сумње је порасла и писменост међу свештенством, што се позитивно одражавало на њихову комуникацију како са верницима, тако и са крајишком администрацијом. Од посебног значаја је било што је владика Данило Јакшић испословао одобрење за отварање српских школа на подручје Владичанства, без кога се оне нису могле ни замислити. Поменута школа требало је да прерасте у богословију, али су се томе супротстављали они који су тежили да Србе преведу у католицизам. Ликвидацијом Владичанског двора, 1775. године, нестало је и те медачке школе.
Медачка школа обновљена је 1782. године, за време владике Петра Петровића (1774—1784). Школа је обновљана и после укидања Војне крајине 1873. године.
Почетком Другог светског рата, 1941. године, италијанске окупацијске снаге су затвориле школу и у њу сместиле своје трупе. Иако је рат беснео и стално доносио нове жртве, партизански органи власти чинили су све што су могли да се колико толико обнови школовање деце. То је био мукотрпан посао и резултати нису изостајали. Непријатељска дејства на слободну територију ометала су рад школе и сељење из места у место. Осим тога недостатак учитеља и школског материјала чинили су додатне проблеме на том плану. Али, без обзира на све тешкоће, 1943/44. године школа почиње са радом у Брезику. За наредну школску годину, школа из Брезика сели се под Багуницу. Ту није дуго радила јер су бојне формације НДХ запалиле кућу у којој се одржавала настава. Затим се школа преселила у Почитељ. Школа 1947. године бива смештена у задружни ресторан. Те године обнавља се школска зграда, која је изграђена 1936. године, и школа се дефинитивно смешта у њу. Од четворогодишње пучке, медачка школа 1947. године прераста у седмогодишњу, а од ње 1953. године у осмогодишњу.

## Медак као средиште општине
По укидању Војне крајине аустроугарска власт је у Медаку конструисала општинску управу – Опћинско поглаварство. За првог начелника Поглаварства је био постављен Миланко Маљковић, из Могорића.
У саставу медачке општине налазила су се села Почитељ, Барлете, Вребац, Могорић и Радуч. Медак је 1931. године имао 1.830 становника, а цела медачка општина 8.000 становника.
Општинска зграда налазила се педесетак метара од од моста на Гламочници у правцу Госпића, а између ње и моста налазила се пијаца која је радила сваке среде. Зграда је запаљена у Другом светском рату и касније није обнављана, пошто Медак није био предвиђен за седиште општине. Општина је угашена августа 1955. године. Медак као општина је постојао 82 године. Последњи председник је био Миле Корица из Могорића.
Јануара 1955, у години када је укинута општина, Медак је први пут у својој историји добио електричну струју, а у октобру исте године отворена је амбуланта. Наредне године отворена је прва кино дворана. У Медаку је априла 1955. основано планинарско друштво Бадањ. Њему је поверена брига и одржавање планинарског дома на Штировцу. Овај дом су посећивали туристи Медака и других крајева земље. Осим општине, у Медаку се налазила жандармеријска станица, јавни бележник, пошта и више трговина, биртија и месница. У Медаку је за време Краљевине Југославије постојала и апотека.
Медак је доживео релативно солидан развој док је био седиште општине. Међутим, Други светски рат и укидање општине једноставно су осакатили ово место на реци Лици. Обзиром да у Медаку искључиво живе Срби, Загреб је константно онемогућавао привредни развој овог подручја са циљем да на њему нестане српске популације.

## Историја
Сматра се да су људи у Метку живели од давнина. О томе има доста видљивих трагова: на Медачкој главици, означеној на мапи као кота 697 налазило се утврђење – градина. Њено језгро представљала је округла кула, што је вероватно био и најстарији део објекта. Касније је Медачка главица била опасана зидом, уклапајући се тако у укопан систем утврђења. Неки археолошки налази упућују и на античко насеље испод градине. По свему судећи ту је градину подигло илирско племе Јаподи, који су ту живели још пре Римљана. У кругу остатака градине и на подручју насеља нађено је нешто накита. Откривени су римски и грчки метални новчићи из 3. века и један бакарни новчић из Фароса, што сведочи да је у оно време постојала размена добара између људи који су живели у Метку и народа који је настањивао приморско подручје. И приликом адаптације медачке цркве нађени су 1885. године неки предмети који потичу из илирског доба. Копајући камен за насипање пута нађени су, испод Медачке главице, костури људског тела, уз које је било више наруквица и копчи, за које су археолози утврдили да потичу из илирског – јаподског доба. Освајањем личког простора Римљани су преузели и градину на Медачкој главици. На подручју Метка откривена су два саркофара са натписима, што указује на трагове римске некрополе, а још један траг из римског периода је миљоказ. Ради се о камену којим се обележавала стационажа на путевима. Нађен је у самом насељу, где су још и данас препознатљиви трагови путева из ранијих времена. У научним круговима сматра се да се на ширем подручју Метка налазило илирско – румско насеље Ausancalio. Досадашња истраживања, међутим, нису установила његову праву локацију.
После досељавања Словена и образовања хрватске феудалне државе на простору Лике, Медак се спомиње као посед племена Могоровића. Спомиње се и кућа неког Милоша Јуринића од Метка који је припадао том племену. Зна се да је племе Могоровића у оквиру тадашње Личке жупе имало највећи део Личког поља: од Гребенара и Острвице, па све до Могорића и Плоче и на југ цео медачки и почитељски крај. Медак је у то време важио као треће важно средиште Могоровићке жупе.
Насеље Медак настало је од имена Медак, које је пре више векова носило цело племе које је ту живело.
Како описује Павичић, Медак се тада простирао са обе стране реке Лике, код ушћа Гламочнице. На десној страни налазио се племићки, а на левој обали кметски део насеља. У племићком делу Метка била је подигнута црква. Могла се видети код ушћа Гламочнице у Лику, код узвишице која је касније од народа названа Клисом. Још око 1850. године била је у доста добром стању. Изнад те цркве Могоровићи су били саградили солидно утврђење. Свакако да му је придаван већи значај јер је 1577. године било унето у списак утврђења која су запосели Турци.
До отприлике 1514. године у Метку је текао миран живот староседелачког становништва. Али, кад се турска сила почела приближавати Лици и њени одреди упадати у насеља, убијати, палити, пљачкати и одводити народ у робље, наступили су црни дани и за житеље Метка. И они су са земљацима суседних села масовно напуштали своја огњишта у потрази за сигурнијим местима живота. Племство је тада гледало своје уске интересе како би осигурало своје поседе, а општи интерес одбране земље био је у другом плану. Зато су кметови бежали главом без обзира, па Турцима није било потребно да проливају крв ради заузимања готово пустих простора Лике и Крбаве. Било је ситуација да је народ, остављао све иза себе, бежао чим би чуо за Турке. У том вртлогу, прву трагедију Мечани су доживели 1522. године, када је мостарски паша са својим четама упао у Личку и Бужимску жупанију. У том периоду Турци су, поред осталих, спалили и рибничко утврђење које је бранило и медачко подручје. У њему је изгорео власник Гашпар Славковић, са још 200 чељади која су ту нашла склониште од Турака. Претпоставља се да су том приликом страдали и неки Мечани. Народ који је тада успео да се спасе захватила је неописива паника, јер се мостарски паша налазио са војском у близини, решен да сасвим освоји те крајеве. Један део личких староседиоца, међу којима и Мечана, одвојио се те године од колоне која се налазила у бекству и зауставио се на подручју око реке Зрмање.
Сличних турских препада по Лици и Крбави било је више и никад се није знало када и из ког правца ће ударити њихове чете. У свакој акцији турски одреди остављали су иза себе праву пустош. Пет година касније, у пролеће 1527. године, турске чете су коначно заузеле Лику и Крбаву и држале је под својом влашћу 162 године.

### Први Срби у Метку
Медак је од 1522. па све до 1577. године био пуст, без народа. Те године Ферхад паша га настанио муслиманима и делимично српском рајом, коју су претходно Турци доводили и насељавали на подручје Книна, Котара, Буковице и Скрадина, дакле по северној Далмацији. Одатле потичу први Срби које су Турци настанили у Метку и околини. О животу Срба за време турске владавине, тј. од свога досељавања па до 1689. године не знамо много. Нешто више података има о животу после 1689. године, када су Лика и Крбава опет дошле под аустријску власт.
Турци су у освојена подручја уводила свој естаблишмент и вршили административно – територијалне поделе, обележавали су своје области, санџаке. Медак је 1620. године фигурирао као турско војводство, какав се облик власти практиковао у местима са немуслиманским живљем. Као војводство, Медак је потпадао под рибнички котар. У њему је тада било педесетак кућа и оне су биле лоциране испод Медачке градине. Насељавајући рају на пусто земљиште, а себе смештајући у утврђене објекте као посаду, Турци су и на свом пограничном подручју организовали крајине. Познато је да је део српске раје у тим крајинама био ангажован на услужним задацима као мартолози. Њихов задатак био је да извиђају, стражаре по кланцима, врше препаде, пљачке и др. Вероватно је на сличан начин била ангажована и српска раја из Метка. Нема података да је у Метку био турски гарнизон, јер се о томе ништа не говори у извештаја генерала Васенхофена Ратном већу у Бечу о истеривању Турака из Лике 1689. године. За време устанка у Лици, који је трајао од 1684. до 1689. године, готово сви медачки Срби су се разбежали, неки су настрадали и изгинули, тако да је Медак опет остао пуст, без народа. После 1690. године, када више није било Турака у Лици, крајишке власти насељавају Медак Србима који су дотле живели на подручју Книна, Котара, Обровца и Буковице, тако да они чине основну садашњег медачког становништва. У то време је у Медак дошло и неколико породица из Бриња. Ради се о оним породицама које су раније избегле са турског дела Лике и Крбаве на аустријско крајишко подручје. После 1712. године у Медак је дошло и десетак породица из ближње околине.

### Усташки злочини у Метку
Непосредо иза проглашења Павелићеве НДХ, редарство у Госпићу није имало довољно усташа и жандара за преузимање власти у Метку. Рачунали су и на отпор, с обзиром да се радило о српском месту са седиштем општинске управе, која је имала и своју жандармеријску станицу, на чијем се челу налазио Србин, Ћупурдија, човек који је био спреман да подели оружје онима који би били спремни да ударе на усташе. Међутим, до отпора није дошло, иако су се за њега створили услови. Када су усташе бројно ојачале, упале су уз помоћ војске у Медак. Брзо су инсталисали своју власт, доводећи Хрвата из Рибника за председника општине у Метку. Образован је и усташки стан са десетак усташа, међу којима су били средњошколци из Госпића, који су припадали усташкој младежи.
Одмах по доласку у Медак усташе су почеле са хапшењем и нечувеним терором над медачким становништвом. Прво су били на удару богатији и виђени људи и они који су поседовали оружје, а касније су убијали сваког ко им је пао у руке.
Очекујући усташко клање Мечани су се благовремено склањали у Велебит, а најчешће су користили збегове у Пољани и у Крчевинама. Што је време одмицало, усташки терор је био све безобразнији. Народ се склањао како је ко знао и умео. Људи који су живели у самом месту, Дворини, великим делом су се склањали у Основну школу, која је припадала италијанском гарнизону. Повећи број тих људи италијанска војска је пребацивала камионима у Грачац, Обровац и Задар и тако спасла од усташких ножа.
Усташко редарство у Госпићу било је за 6. и 7. август обелоданило покрштавање Срба, а дан раније извршили су страшан покољ у Папучи. Клање су вршили по кућама и ван њих. Том приликом су, у том малом засеоку, лишили живота преко 20 мушкараца, жена и деце, а за све време рата убили су 53 особе. Највише су страдали Купрешани и Оклобџије, а имена свих жртава налази се у списку неборачког српског становништва побијеног 1941–1945. од стране хрватских и окупаторских оружаних формација. У покољу медачког народа учествовали су претежни усташе из Рибника, Билаја и Госпића. Са собом су често водили цивиле из поменутих села који су палили и пљачкали српске куће, одводили стоку и односили вредније предмете до којих су долазили. У свакој повољној прилици упадали су у разне крајеве Метка, у збегове испод и у Велебиту са циљем да што више униште и опљачкају и покољу српског народа. Зато је народ морао бити стално на опрезу и склањати се на сигурнија места.
Иако је рат био већ при крају, усташким злочинцима није било доста људске крви, већ су марта 1945. године упали у заселак Багуницу и побили десеторо људи. Сви крајеви Метка су 1941. године доживели највеће зло у својој историји, а које их је пратило све до завршетка рата 1945. године, у току кога су хрватске усташе, немачка и италијанска окупациона војска на разне начине лишиле 2.133 становника Метка.

### Медак после Другог светског рата
Медачка општина је по завршетку Другог светског рата и надаље остала као изразито пасиван крај. Изостао је уобичајни развој у свим друштвено – привредним областима, осим што су обновљени најнеопходнији објекти који су били уништени или оштећени за време ратних дејства. И у самом медачком насељу мало је учињено, па је место изгледало још сиромашније него што је било пре рата када је егзистирало као општински центар.

### Република Српска Крајина
Медак се од распада Југославије до августа 1995. године налазио у Републици Српској Крајини. Током операције Медачки џеп Медак је доста страдао, а становништво је било принуђено да се евакуише.

## Становништво
Сењски бискуп Главинић, обилазећи 1696. године Лику, која је била припојена његовој бискупији, у Метку је забележио 70 српских кућа. Према М. Грбићу, те Србе је из северне Далмације довео у Медак српски владика Атанасије Љубојевић, а бискуп Главинић каже да су се “доселили са приморских страна”. Бискуп Брајковић који је заменио Главинића, у Метку је 1700. године забележио 110 српских породица. А према попису обављеном годину дана касније у њему је било 111 кућа са 1000 чељади.
Медак се дуго сматрао централним насељем суседних српских села. У њему је била заједничка школа и место за избор епархијских скупштина. У оквиру своје световине надлежности, Медачка парохија водила је од 1784. године матичне књиге рођених, венчаних и умрлих. Половином 19. века Медак се формира као јак српски и православни центар, где се број становника умножава. Године 1847. било је у Метку 1408 православних Срба, а две деценије касније, 1867. године њихов број се за половину повећао па их има 2266 душа. Према подацима Карловачке митрополије за 1905. годину, у књиге је било уписано 78 рођених, 12 венчаних и 62 умрлих. Исте године у Медачкој парохији биле су евидентиране 423 куће са 3153 становника, затим 507 брачних парова и 9 дивљих бракова.
Медак је 1971. године имао 1052 становника. Услед опште неразвијености, мало ко је од Мечана по завршетку студија остао у своме крају. Огромна већина морала је да одлази у развијеније крајеве који су пружали више шанси за рад и живот. Већина је нашла нови завичај у Београду и другим већим градовима матичне републике. Само мали број се ухлебио на подручју Хрватске, али се и он све више смањивао, јер је режим већ седамдесетих година јавно и смишљено почео са чишћењем Срба из Хрватске.
Према попису становништва из 2001. године, Медак је имао 78 становника. Према попису становништва из 2011. године, насеље Медак је имало 62 становника.
| Националност       | 1991. | 1981. | 1971. | 1961. |
| Срби               | 531   | 611   | 806   | 954   |
| Југословени        | 3     | 33    | 10    |       |
| Хрвати             | 4     | 6     | 15    | 45    |
| Словенци           |       | 1     |       | 1     |
| Муслимани          |       | 1     |       |       |
| остали и непознато | 25    | 11    | 17    | 4     |
| Укупно             | 563   | 663   | 848   | 1.003 |

| Демографија | Демографија | Демографија |
| Година      | Становника  | Становника  |
| ----------- | ----------- | ----------- |
| 1961.       | 1.003       |             |
| 1971.       | 848         |             |
| 1981.       | 663         |             |
| 1991.       | 563         |             |
| 2001.       | 78          |             |
| 2011.       |             | 62          |

## Попис 1991.
На попису становништва 1991. године, насељено место Медак је имало 563 становника, следећег националног састава:
| Попис 1991.‍  | Попис 1991.‍  | Попис 1991.‍ | Попис 1991.‍ | Попис 1991.‍ |
| ------------ | ------------ | ----------- | ----------- | ----------- |
|              |              |             |             |             |
| Срби         | Срби         |             | 531         | 94,31%      |
| Хрвати       | Хрвати       |             | 4           | 0,71%       |
| Југословени  | Југословени  |             | 3           | 0,53%       |
| остали       | остали       |             | 1           | 0,17%       |
| неопредељени | неопредељени |             | 1           | 0,17%       |
| регион. опр. | регион. опр. |             | 2           | 0,35%       |
| непознато    | непознато    |             | 21          | 3,73%       |
| укупно: 563  |              |             |             |             |

## Познате личности
- Никола Поткоњак, српски педагог, редовни професор на Филозофском факултету у Београду
- Никола Клеут, атлетичар, учесник Летњих олимпијских игара 1936. у Берлину
- Милан Купрешанин, народни херој Југославије
- Смиља Покрајац, народни херој Југославије
- Мирјана Маодуш, српска сликарка
- Петар Клеут, генерал ЈНА